# کی‌دی‌ئی‌ال
کِـی‌دی‌ئی‌اِل (انگلیسی: KDEL) یک توالی پپتید هدف در پستانداران و گیاهان است که در ریشهٔ کربوکسیلِ ساختارِ آمینو اسیدی پروتئین واقع شده‌است. این توالی اجازه نمی‌دهد که پروتئین از شبکه آندوپلاسمی ترشح شده و بیرون برود و سبب تسهیل بازگشت پروتئین در صورت خروج تصادفی آن می‌شود. پروتئین‌هایی که موتیف کی‌دی‌ئی‌ال کارآمدی داشته باشند، طی فرایند «انتقالِ برگشت‌دهنده» از دستگاه گلژی به مجرای شبکه آندوپلاسمی بازگردانده می‌شوند. این توالی سبب بازگشت پروتئین‌ها از مکان‌های دیگری نیز چون سیتوپلاسم به شبکه آندوپلاسمی می‌شود. پروتئین‌ها فقط زمانی می‌توانند از شبکه آندوپلاسمی بیرون بروند که این توالی‌شان بریده و جدا شود.
حروف کی‌دی‌ئی‌ال برگرفته از حروف اختصاصی درنظر گرفته‌شده برای ۴ اسید آمینه است. این روش نام‌گذاری در سال ۱۹۸۳ توسط آیوپاک و اتحادیه بین‌المللی بیوشیمی و زیست‌شناسی مولکولی پیشنهاد شد و به قرار زیر است:
- K—لیزین
- D—اسید آسپارتیک
- E—اسید گلوتامیک
- L—لوسین

بنابراین، توالی کی‌دی‌ئی‌ال در سیستم کُدگذاری سه‌حرفی به این شکل است: Lys-Asp-Glu-Leu.
تا زمانی که یک پروتئین در ریشهٔ کربوکسیل خود حاوی توالی کِـی‌دی‌ئی‌اِل است، محکوم به ماندن در درون شبکه آندوپلاسمی است.

## نمونه مشابه در گیاهان و مخمرها
توالی مشابهی به نام اچ‌دی‌ئی‌ال، وظیفه‌ای مشابه کی‌دی‌ئی‌ال را در مخمرها به عهده دارد. در گیاهان از هر دو توالی اچ‌دی‌ئی‌ال و کی‌دی‌ئی‌ال استفاده می‌شود.
حروف اچ‌دی‌ئی‌ال به اسید آمینه‌های زیر اشاره دارد:
- H—هیستیدین
- D—اسید آسپارتیک
- E—اسید گلوتامیک
- L—لوسین

کُد سه‌حرفی به این صورت است: His-Asp-Glu-Leu.